# 교황 요한 1세
교황 요한 1세(라틴어: Ioannes PP. I, 이탈리아어: Papa Giovanni I, 470년 ~ 526년)는 제53대 교황(재위: 523년 8월 13일 ~ 526년 5월 18일)이다. 이탈리아 시에나 태생으로, 공식적으로 콘스탄티노폴리스를 방문한 최초의 교황이다. 사후 성인으로 시성되었으며, 축일은 5월 18일이다.
부제 시절 대립교황 라우렌시오의 지지자였으나, 나중에 자신의 잘못을 깨닫고 뉘우쳐 교황 심마코에게 잘못을 구해 용서를 받았다. 499년부터 502년까지 열린 로마 시노드 기록에 ‘부제 요한’이라는 서명이 있는데, 아마도 요한 1세의 서명으로 추정된다. 왜냐하면 그 당시 로마 교회에는 오직 일곱 명의 부제만이 있었다는 것으로 볼 때, 요한 1세로 확신되기 때문이다. 또한 6세기 철학자 보에티우스 자신의 논문에서 당시 그를 ‘부제 요한’으로 언급하였다.
교황으로 선출되어 요한 1세로 즉위할 당시 그의 건강은 매우 허약한 상태였다. 일부 반대가 있었지만, 테오도릭 대왕의 요청에 따라 동로마 제국의 유스티누스 1세 황제와 면담을 하기 위해 콘스탄티노폴리스로 갔다. 당시 유스티누스 1세는 정통 신앙을 따른 황제로서 523년 아리우스주의에 속한 모든 성당을 폐쇄하고 그를 따르는 사람들을 모두 공직에서 물러나게 하는 강력한 칙령을 내렸는데, 그 여파가 오늘날 이탈리아에 해당하는 동고트 왕국에도 미치게 되었다. 아리우스파였던 테오도릭 대왕은 위기에 직면했음을 직감하고 요한 1세를 콘스탄티노폴리스로 보내 칙령의 강도를 완화시켜 달라고 요청하였다. 만약 그렇게 되지 않을 경우에는 정통 기독교나 아리우스주의를 따르지 않는 이들에 대한 종래의 관용 정책을 없애고 복수하겠다고 위협하였다. 요한 1세는 많은 측근을 대동하고 콘스탄티노폴리스를 방문하였다. 성직자 수행원으로는 라벤나의 주교 에우세비오, 파눔 포르튀네의 주교 에우세비오, 캄파냐의 주교 사비노 등이 있었으며, 평신도 수행원으로는 원로원 의원 플라비우스 테오도루스, 인포르투누스, 아가피투스 그리고 귀족 아가피투스가 있었다.
525년 콘스탄티노폴리스에 도착한 요한 1세와 그의 사절단은 융숭한 대접을 받았다. 시민들은 열다섯 번째 이정표까지 나와서 초와 십자가를 들고 요한 1세를 열렬히 환영하였고 황제는 그 앞에 무릎을 꿇고 최고의 예우를 다하여 대접하였다. 요한 1세는 콘스탄티노폴리스 대성당에서 황제와 제국 신료들, 콘스탄티노폴리스 총대주교를 포함한 동방 교회 성직자들이 참석한 가운데 예수 성탄 대축일과 예수 부활 대축일 미사를 성대하게 집전하였다. 유스티누스 1세는 정통 기독교 신앙으로 강제로 개종시킨 아리우스파 교회들을 다시 본래의 아리우스주의로 복귀시키는 것을 제외하고는 요한 1세의 모든 요청을 다 들어주었다. 요한 1세가 5개월간의 콘스탄티노폴리스 체류를 끝내고 돌아오자, 테오도릭 대왕은 그를 자신이 거주하는 라벤나로 불러들였다. 왜냐하면 테오도릭 대왕은 요한 1세가 유스티누스 황제와 공모하여 자신을 몰아낼 것이라는 의심을 가졌기 때문이었다. 요한 1세는 수행원들과 함께 테오도릭의 군사들에 의해 체포되어 구금되었으며, 감옥에서의 냉대와 관리 소홀로 갑자기 선종하였다. 그의 시신은 로마로 옮겨져 성 베드로 대성전에 안치되었다.
《교황 연대표》에 기록된 바에 따르면, 요한 1세는 비아 아르데아티나에 있는 성 네레오와 성 아킬레오 형제와 프리실라에 있는 성 펠릭스와 성 아다욱토 순교자들의 무덤을 정비했다고 한다.

## 같이 보기
- 교황 목록